# Juanita Millender-McDonald
Juanita Millender-McDonald (ur. 7 września 1938 w Birmingham, Alabama, zm. 22 kwietnia 2007 w Carson, Kalifornia) – amerykańska działaczka polityczna, członkini Izby Reprezentantów z ramienia Partii Demokratycznej.
Kształciła się na University of Redlands (bakalaureat w 1981), California State University w Los Angeles (magisterium w 1988) oraz University of Southern California. Pracowała jako nauczycielka w Los Angeles oraz w administracji szkolnej. Udzielała się również w działalności publicznej; w 1982 jako wolontariuszka wspierała kampanię wieloletniego burmistrza Los Angeles Toma Bradleya w wyborach gubernatora Kalifornii (nie został wybrany), od 1990 była członkiem rady miejskiej Carson City, w latach 1991-1992 pełniła funkcję tymczasowego burmistrza tego miasta. Od 1993 zasiadała w zgromadzeniu stanowym Kalifornii. Trzykrotnie (1984, 1992, 2000) była delegatką na narodowe konwencje Partii Demokratycznej.
W marcu 1996 zwyciężyła w wyborach uzupełniających do Izby Reprezentantów w okręgu wyborczym nr 37 (Long Beach i część Los Angeles), rozpisanych po ustąpieniu Waltera Tuckera, oskarżonego o korupcję. W pracach Izby Reprezentantów brała udział do końca życia, wybierana ponownie w kolejnych wyborach. W grudniu 2006, jako pierwsza afroamerykańska kobieta, została wybrana na przewodniczącą Komitetu ds. administracyjnych Izby Reprezentantów. W 2004 była wymieniana jako kandydatka do objęcia funkcji sekretarza transportu w przypadku zwycięstwa demokraty Johna Kerry’ego w wyborach prezydenckich.
Zmarła w kwietniu 2007 w wieku 68 lat po chorobie nowotworowej. Była zamężna, miała pięcioro dzieci.